# Debatunie
DebatUnie is een Nederlandse organisatie die zich inzet voor het bevorderen van debatvaardigheid en verbale intelligentie onder jongeren. Zij organiseert jaarlijks toernooien, trainingen en educatieve projecten in Nederland, België, Suriname en het Caribisch deel van het Koninkrijk.

## Doelstelling en achtergrond
De DebatUnie streeft naar een inclusieve debatcultuur, waarin jongeren leren om kritisch te denken, helder te communiceren en respectvol met meningsverschillen om te gaan.
Sinds 2016 bestaat de DebatUnie uit een stichting en een sociale onderneming. De stichting organiseert debattoernooien voor jongeren met hulp van vrijwilligers; de sociale onderneming verzorgt trainingen en evenementen in opdracht van onderwijsinstellingen en overheden.

## Projecten en toernooien

### Benelux Debatcompetitie
De 'Benelux Debatcompetitie' is een van de projecten van Stichting DebatUnie. Dit scholierentoernooi wordt jaarlijks georganiseerd op verschillende locaties in Nederland en Vlaanderen. Het richt zich op leerlingen van 12 tot 18 jaar en heeft als doel jongeren uit diverse achtergronden bij elkaar te brengen om over maatschappelijke thema's te debatteren.

### Nationaal MBO Debat
Het 'Nationaal MBO Debat' geeft studenten uit het middelbaar beroepsonderwijs een podium om te oefenen met spreken en argumenteren.

### Euregionaal Vrijheidsdebat
In het kader van 80 jaar vrijheid organiseerde de DebatUnie samen met Belgische en Duitse partners een 'Euregionaal Vrijheidsdebat'. Jongeren uit Nederland, België en Duitsland gingen met elkaar in gesprek over vrijheid, herdenken en verzoening. Het evenement vond plaats in Zuid-Limburg.

### Building Bridges Debattoernooi
Elk jaar vind op een ABC-eiland het 'Building Bridges Debattoernooi' plaats, georganiseerd door de DebatUnie en Debat.Ed. Jongeren van Aruba, Bonaire en Curaçao leren debatteren over thema’s zoals onderwijs, klimaatverandering en diversiteit. Het toernooi heeft tot doel bruggen te slaan tussen de eilanden en jongeren uit verschillende culturele achtergronden met elkaar in gesprek te brengen.

### Euregionaal Klimaatdebat en Europese erkenning
In 2024 won de DebatUnie samen met partners de 'Prijs van de Europese Burger' van het Europees Parlement. De prijs werd toegekend voor het Euregionaal Klimaatdebat, waarbij jongeren uit de grensregio Maastricht zich uitspraken over grensoverschrijdende klimaatvraagstukken.